# Austerlitz (1808)
Pour les articles homonymes, voir Austerlitz.
L'Austerlitz est un vaisseau de ligne de 118 canons de la classe Commerce de Marseille en service dans la marine française à la fin du premier Empire. L'Austerlitz est conçu par l'ingénieur Jacques-Noël Sané, surnommé le « Vauban de la marine ».

## Conception et construction
Ordonnée peu après la Bataille de Trafalgar, la construction de l'Austerlitz commence en avril 1806 à Toulon. Il est mis à flot en août 1808 et armé en mai 1809.

## Service actif
En 1810, il est à Toulon sous les ordres des capitaines de vaisseau Guien puis Legras, comme vaisseau amiral du vice-amiral Allemand qui commande la flotte de la Méditerranée. En 1811, le capitaine de vaisseau Billiet en prend le commandement, toujours à Toulon, tandis que le vice-amiral Émeriau le conserve comme navire-amiral lorsqu'il prend le commandement de la flotte. Avec le Wagram et le Commerce de Paris, il est transféré de Toulon à Brest et y est désarmé en 1814.